# Richard Knorre
Richard Knorre (20. listopadu 1900 Moravská Ostrava – 28. září 1964) byl československý politik německé národnosti a meziválečný poslanec Národního shromáždění za Sudetoněmeckou stranu.

## Biografie
Profesí byl úředník. Podle údajů z roku 1935 bydlel v Rýmařově.
V parlamentních volbách v roce 1935 se stal poslancem Národního shromáždění. V rámci SdP patřil do skupiny tzv. Aufbruch-Kreis, která sdružovala bývalé členy a stoupence DNSAP. Poslanecké křeslo ztratil na podzim 1938 v souvislosti se změnami hranic Československa.